# فرودگاه انشی ژوجیپینگ
فرودگاه انشی ژوجیپینگ (به انگلیسی: Enshi Xujiaping Airport) یک فرودگاه همگانی با کد یاتا ENH است . این فرودگاه در کشور چین قرار دارد .

## شرکت‌های هواپیمایی و مقصدهای پروازی
| شرکت‌های هواپیمایی      | مقصدهای پروازی                           |
| ---------------------- | ---------------------------------------- |
| بیجینگ کپیتال ایرلاینز | هایکو میلان، ووهان تیانهه، شی‌آن شیان‌یانگ |
| هواپیمایی شرقی چین     | پکن، شانگهای هونگچیائو، ووهان تیانهه     |
| هواپیمایی جنوبی چین    | بایون گوآنگجو، ووهان تیانهه              |